# 皮特拉赫河
49°46′41″N 11°20′07″E / 49.778001°N 11.335338°E

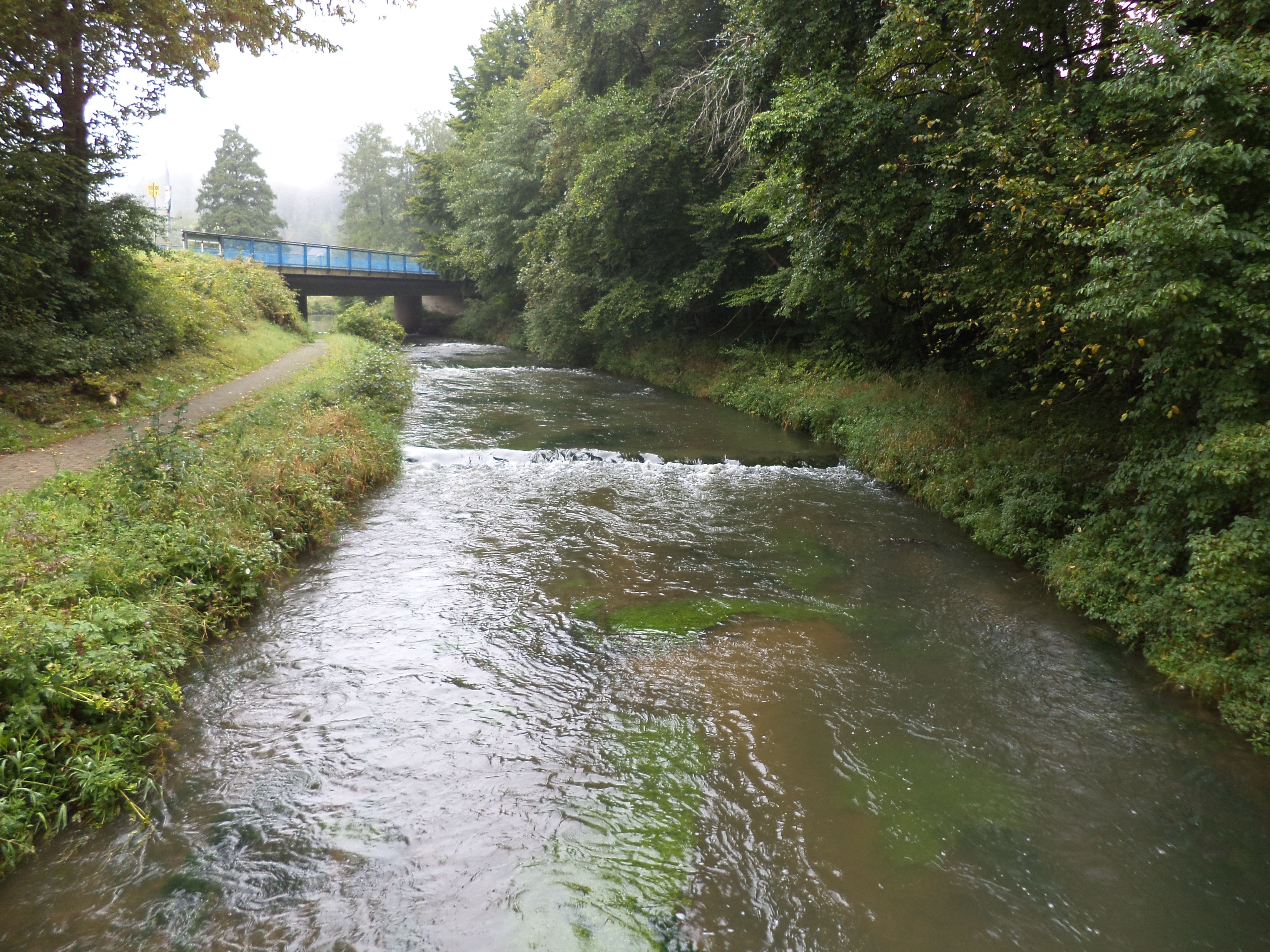
皮特拉赫河

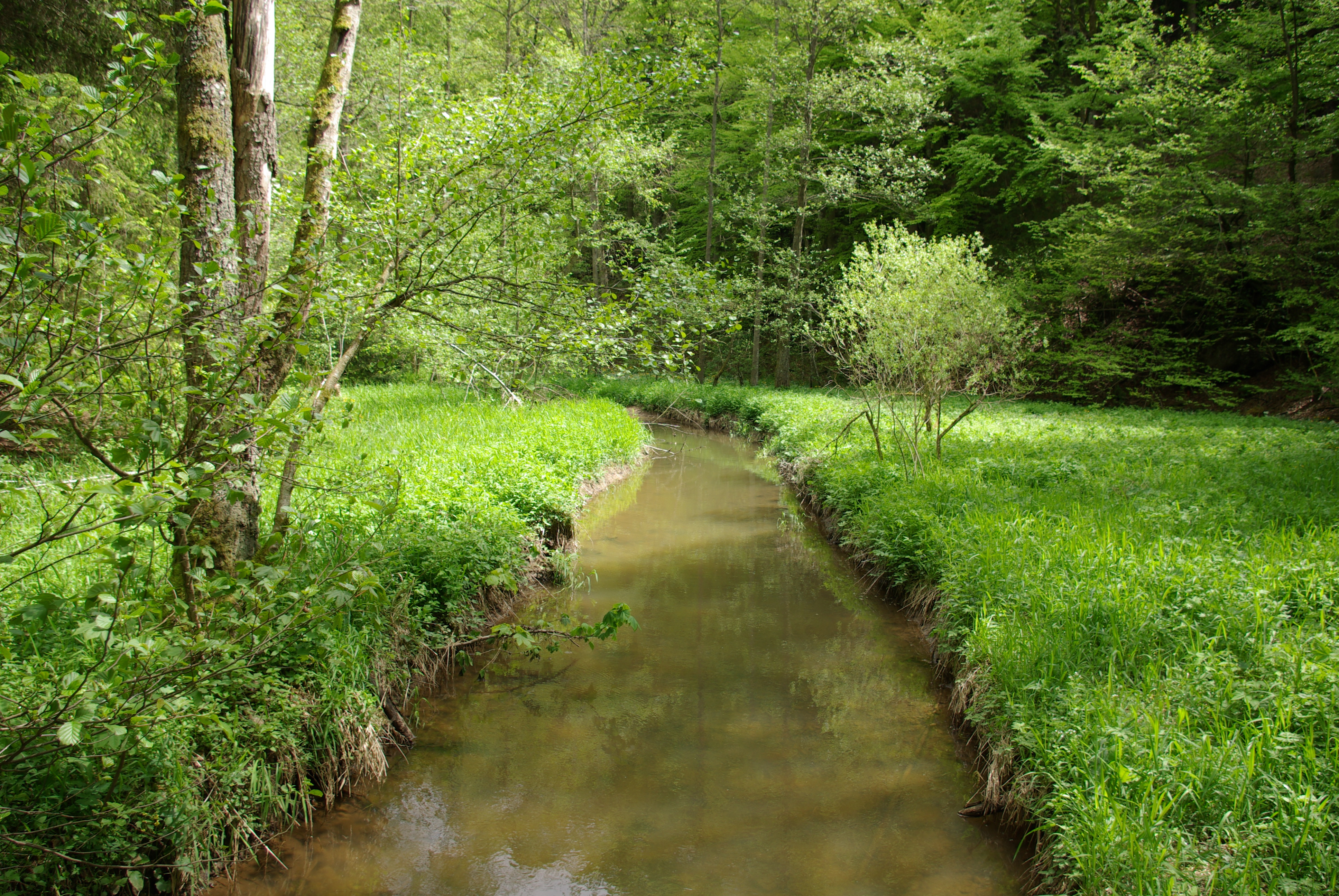
皮特拉赫河

皮特拉赫河（德語：Püttlach），是德國的河流，位於該國東南部，由巴伐利亞負責管轄，屬於維森特河的左支流，河道全長28.2公里，流域面積199.7平方公里。